# Volta a Llombardia 1919
La Volta a Llombardia 1919 fou la 15a edició de la Volta a Llombardia. Aquesta cursa ciclista organitzada per La Gazzetta dello Sport es va disputar el 2 de novembre de 1919 amb sortida i arribada a Milà després d'un recorregut de 256 km.
La competició fou guanyada per l'italià Costante Girardengo (Stucchi-Dunlop) per davant del vencedor de l'any anterior Gaetano Belloni (Bianchi-Pirelli) i del suís Heiri Suter.
La prova només l'acaben vuit corredors.

## Classificació general
|   | Ciclista            | Equip           | Temps        |
| - | ------------------- | --------------- | ------------ |
| 1 | Costante Girardengo | Stucchi-Dunlop  | 9h 42' 01"   |
| 2 | Gaetano Belloni     | Bianchi-Pirelli | + 8' 00"     |
| 3 | Heiri Suter         | Individual      | + 23' 00"    |
| 4 | Ugo Agostoni        | Bianchi-Pirelli | + 35' 00"    |
| 5 | Max Suter           | Individual      | + 49' 00"    |
| 6 | Giovanni Roncon     | Verdi           | + 1h 23' 00" |
| 7 | Domenico Schierano  | Peugeot         | + 1h 41' 00" |
| 8 | Antonio de Michiel  | Individual      | + 3h 32' 00" |